# 何享健
何享健（1942年8月11日—），广东顺德人，中华人民共和国企业家，美的集團創始人，中国共产党党员。何享健是第九、十届佛山市政协常委，曾担任佛山市顺德区人大代表。

## 生平
1992年成立的美的集团的创始人、控股人。2012年8月26日，卸任美的集团董事长。2013年福布斯中国富豪榜中以415亿人民币净资产排名第九位。2020年何享健持有美的控股94.55%股份，美的控股则持有上市公司美的集团31.12%（2186775548股的股份。2016年福布斯全球富豪榜中他以90亿美元排名第122位，在中国大陆富豪中排名第6位。他在福布斯2024年全球億萬富豪榜中名列第84位，資產達到235億美元。
2020年6月14日于君兰国际高尔夫生活村家中被不明人士劫持。6月15日佛山警方通报抓获5人，何享健人身安全。

## 家庭
何享健夫婦育有1子2女。女兒：何倩嫦、何倩兴。其子何剑锋（1968年-）担任美的集团公司董事，以及盈峰投资控股集团有限公司董事长兼总裁、盈峰环境科技集团股份有限公司董事长等职。美的置业的唯一实质股东为何享健儿媳、即何剑锋夫人卢德燕，何氏家族通过何享健和卢德燕签订一致行动人协议的方式控制美的置业。